# Bactrogyna prominens
Bactrogyna prominens là một loài nhện trong họ Linyphiidae. Loài này được phát hiện ở Chile.